# Mensaangedreven draagvleugelboot

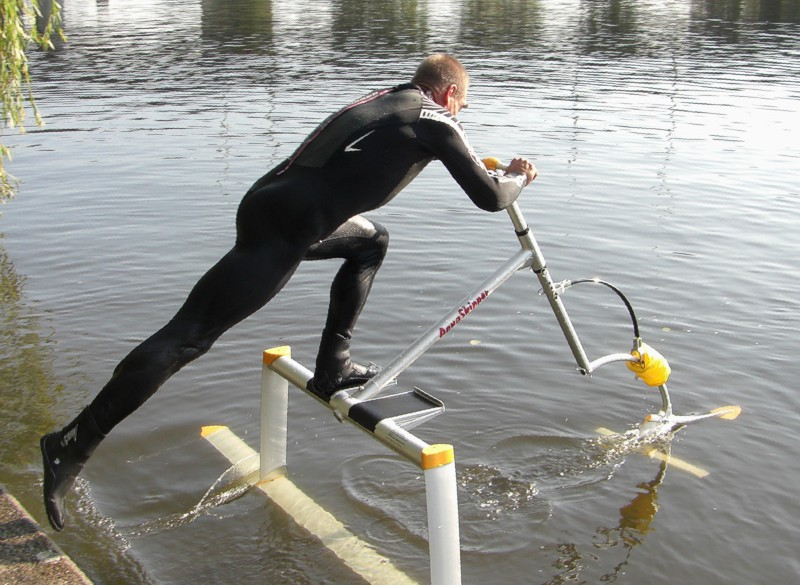
Starten met een AquaSkipper op de Spree in Berlijn

Een mensaangedreven draagvleugelboot is een draagvleugelboot die alleen wordt aangedreven door de spierkracht van de bestuurder.
Een algemeen ontwerp voor zo'n boot is een grote vleugel achteraan die zowel voor de voortstuwing als de lift dient en vooraan een kleinere vleugel voor de sturing. De bestuurder stuwt het voertuig aan door op en neer te wippen en houdt een stuur vast.
Ook andere uitvoeringen bestaan, onder andere aangedreven met een schroef. Dit zijn de snelste voertuigen op water die aangedreven worden door de mens, ze kunnen tot 34 km/u halen, veel sneller dan met roeien (20 km/u). Deze hoge snelheid wordt bereikt doordat er geen ondergedompeld deel nodig is voor drijfvermogen, en er dus een lagere weerstand is.